# 美國魚類及野生動物管理局
美國魚類及野生動物管理局（英文：United States Fish and Wildlife Service，縮寫：FWS）是一個隸屬於美國內政部的聯邦政府機構，主要管理魚類、野生動物和自然棲息地。這個機構的職責是：“為美國人民的利益，和其他人或機構合作保存、保護和改善魚類、野生動物、植物和他們的棲息地。”

## 組織
FWS的首長叫做美國魚類及野生動物管理局局長。
美國魚類及野生動物管理局下轄：
- 國家野生動物保護區系統（548個國家野生動物保護區和66個國家魚類保育地）
- 候鳥管理部
- 聯邦鴨票
- 國家魚類保育系統
- 瀕危物種項目
- 美國魚類及野生動物管理局執法辦公室
  - 克拉克·R·贝文國家魚類及野生動物法醫實驗室

## 歷史
美國魚類及野生動物管理局的前身是1871年美國國會創立的美國魚類及漁業委員會（United States Commission on Fish and Fisheries），目的是研究並提出美國漁業產量顯著下滑的解決方案。斯賓塞·富勒頓·貝爾德是第一任行政長官。
1885年，美國農業部創立了“經濟鳥類與哺乳動物學部”（Division of Economic Ornithology and Mammalogy），1896年，改稱“生物調查部”（Division of Biological Survey）。它的早期工作集中在鳥類對於農業害蟲及動植物的地理分佈的影響上，1934年，杰·諾伍德·達林（Jay Norwood Darling）出任新成立的生物調查局局長，同年國會通過了魚類與野生動物協調法案，這是最古老的環境評論立法之一。在達林的領導下該局開始在全國範圍內進行重要自然棲息地保護。1940年，生物調查局和漁業局合併成為美國魚類及野生動物管理局，并由美國內政部統轄。
今天，該局包含一個中央行政辦公室，八個地區辦公室以及將近700個遍佈美國各地的地方辦事處。
根據鷹羽法、美國法典（50 CFR 22)以及禿鷹和金雕保護法案，美國魚類及野生動物管理局主管國家鷹類資源庫和美國原住民的鷹羽使用許可。
該局主管兩個美國國家紀念碑地，即華盛頓特區的Hanford Reach National Monument以及Papahānaumokuākea Marine National Monument，後者是位於夏威夷西北部的一大片海域（與美國國家海洋和大氣管理局一起）。

## 外部連結
- 美國魚類及野生動物保護局官方網站 （页面存档备份，存于）
- Fish And Wildlife Service
- FWS在中西部地區 （页面存档备份，存于）
- 美國漁業機構在1871-1940 和1947-1979的年度報告 （页面存档备份，存于）
- 聯邦公報的會議通知及規則改變
- Lower Great Lakes Fishery Resources Office （页面存档备份，存于）
- Director of U.S. Fish and Wildlife Service dies at Keystone
- DOI Secretary Ken Salazar's Statement on the Passing of Fish and Wildlife Service Director Sam Hamilton （页面存档备份，存于）
- 該部門的歷史技術報告見 Technical Reports Archive and Image Library (TRAIL) Archive-It的存檔，存档日期2017-05-25